# Seán McCarthy
Seán McCarthy (1er janvier 1937 – 12 juillet 2021) est un homme politique irlandais du Fianna Fáil.

## Biographie
Médecin avant d'entrer en politique, il est élu au Dáil Éireann en tant que député Fianna Fáil pour la circonscription de Tipperary Sud aux élections générales de 1981. Il est réélu à chaque élection ultérieure jusqu'à ce qu'il perde son siège aux élections générales de 1989.
Il est élu au Seanad Éireann pour le Panel agricole lors de l'élection suivante du Seanad. Il se présente sans succès aux élections générales de 1992 et aux élections du Seanad qui suivent. Il est ministre d'État au ministère de l'Industrie et du Commerce de 1987 à 1989, responsable de la Science et de la Technologie.
McCarthy est membre du conseil du comté de South Tipperary pour la zone électorale de Cashel, et également membre du conseil municipal de Cashel de 1999 à 2014.
Il est décédé le 12 juillet 2021.